# أولاد محمد بن عبد السلام (بن يفو)
أولاد محمد بن عبد السلام هو دُوَّار يقع بجماعة الغربية، إقليم سيدي بنور، جهة الدار البيضاء سطات في المملكة المغربية. ينتمي الدوّار لمشيخة بن يفو التي تضم 7 دواوير. يقدر عدد سكانه بـ 695 نسمة حسب الإحصاء الرسمي للسكان والسكنى لسنة 2004.

## روابط خارجية
- البوابة الوطنية للجماعات الترابية
- المندوبية السامية للتخطيط